# Дискографија Еминема
Маршал Брус Метерс III (engl. Marshall Bruce Mathers III; Сент Џозеф, 17. октобар 1972), познатији под уметничким именом Еминем (често стилизовано као EMINƎM), амерички је репер, текстописац, продуцент и глумац.

## Студијски албуми и компилације
Еминем је до сада објавио десет студијских албума, осам компилација, пет видео албума и један ЕП. Његова музика објављена је за издавачке куће Web Entertainment и Interscope Records, Aftermath Entertainment, Goliath Artists, као и за његову сопствену — Shady Records. Продао је више албума од свих других хип-хоп уметника током историје ове врсте музике, а 2000-их био је музичар који је продао највише албума на свету. У Сједињеним Државама продао је више од 32,2 милиона албума. Укупно са проданим сингловима, цифра проданог материјала прелази 100 милиона примерака у свету. У својој матичној земљи добио је 49 сертификата, а шест његових албума проглашени су за најбоље.
Његов деби албум Infinite објавила је издавачка кућа Web Entertainment, 1996. године. Тада је продато око хиљаду примерака, а албум није успео да се пласира на музичке табеле у Сједињеним Државама. Након потписивања уговора са Interscope Records и Aftermath Entertainment, репер је издао лп The Slim Shady, 1999. године који је био други пласирани на музичкој табели Bilboard 200 и добио четири платинаста сертификата од Америчког удружења дискографских кућа. Исте године, репер је заједно са менаџером Паулом Розенбергом основао издавачку кућу Shady Records.
Године 1997. издао је свој трећи студији албум The Marshall Mathers LP, који је продат у 1,76 милиона примерака током прве недеље и остао најпродаванији хип-хоп албум свих времена у Сједињеним Државама. Са више од девет милиона продатих примерака, албум је постао трећи најпродаванији албум у Сједињеним Државама.
Године 2002. Еминемов четврти албум The Eminem Show био је на првом месту Billboard 200 листе и достигао добре позиције на разним светским листама, а продат је у више од 11 милиона примерака широм света. У Сједињеним Државама био је напродаванији албум године, продат у скоро 10 милиона примерака. Албум је добио сертификате у Каданди, Аустралији и САД. Исте године Еминем је издао 8 Mile soundtrack, на којем су се нашле песме разних музичара. Албум је у Сједињеним Државама продат у више од 4 милиона примерака, а у 9 милиона на међународном нивоу.
Године 2004. пети студијски албум Еминема, под називом Encore постао је трећи узастопни студијски албум репера који је био први на листама у Америци, Аустралији, Канади, Новом Зеланду и Великој Британији. Продат је 5 милиона примерака у САД, знатно мање у односу на претходне албуме и у 11 милиона примерака широм света.
Албум са највећим хитовима Curtain Call: The Hits објавио је 2005. године и он је продат у скоро 3 милиона примерака у САД. Наредне године, Shady Records је објавио Eminem Presents: The Re-Up, музичку компилацију Еминема са великим бројем других музичара који су били гости на албуму. Албум је добио платинасти сертификат од Америчког удружења дискографских кућа 2007. године и продат је у нешто више од милион примерака у Сједињеним Државама.
Након паузе више од четири године, шести студијски албум Relapse, објављен је 2009. године и био је четврти узастопни албум репера који је био на врху музичких листа широм Аустралије, Британије, Сједињених Држава, Новог Зеланда и Канаде, а у матичној земљи репер је продао албум у преко 2 милиона примерака. Наредне године објављен је седми студијски албум Recovery, који се нашао на првом месту табеле Billboard 200 и достигао добре позиције на светским листама. Према Међународној федерацији фонографске индустрије, то је био најпродаванији албум 2010. године широм света.
Еминем је проглашен уметником који је продао највише албума у Канади, 2010. и 2013. године, када је свој осми студијски албум The Marshall Mathers LP 2 продао у великом броју примерака. Овај албум такође је био на првом месту музичке листе Billbord 200, током прве недеље након изласка.
Свој девети студијски албум под називом Kamikaze, репер је објавио 31. августа 2018. године.

## Синглови
Репер је до сада издао педесет синглова као главни извођач и пет промотивних синглова. На деветнаест синглова био је гост, а са седамдесет песама доспео је на врхове табела многих музичких листа.
Његов деби сингл Just Don't Give a Fuck објављен је 1998. године и укључен у The Slim Shady EP, а нашао си на другом студијском албуму The Slim Shady LP у другој верзији. Прва песма репера која је доспела на музичку Billboard Hot 100 листу била је My Name Is, објављена је 1999. године, а постала је најуспешнији сингл са другог студијског албум The Slim Shady LP.
Водећи сингл са Еминемовог трећег студијског албума The Marshall Mathers LP је песма The Real Slim Shady. Сингл Stan био је најуспешнији сингл изван Сједињених Држава, док у њој није могао да уђе у 50. најбољих песама.
Године 2002. репер је издао синглове Without Me и Cleanin' Out My Closet, који су се нашли на албуму The Eminem Show, као и сингл Lose Yourself који је био први на Billboard Hop 100 листи и тамо се задржао дванаест недеља. Песма је такође доспела на велики број светских музичких листа.
Године 2009. песма Crack a Bottle, снимљена у сарадњи са Др Дреом и Фифти Сентом постала је друга песма Еминема која се нашла на Hot 100 листи и оборила рекорд у продаји за недељу дана у Сједињеним Државама, са 418.000 продатих примерака.
Синлгови Not Afraid и Love the Way You Lie са Ријаном, објављени су 2010. године и постали трећа и четвта песма које су биле број један на Hot 100 музичкој листи, а доспеле су и на многе друге музичке листе широм света. У јуну 2014. године, Америчко удружење дискографских кућа наградило је Еминема за песму Not Afraid.
Током августа 2013. године, репер је издао сингл Berzerk, које се нашао на трећем месту листе Billboard Hot 100 и претходио његовом осмом студијском албуму The Marshall Mathers LP 2. На албуму се нашли и синглови Survival и The Monster, снимљен са Ријаном.
The Monster постао је пети Еминемов сингл који се нашао на првом месту Hot 100 музичке листе. Током маја 2014. године Еминем је најављен као најистакнутији уметник свих времена на Спотифају.
Од новембра 2010. године, Еминем има четири песме које су продаване у преко три милиона примерака у Сједињеним Државама. Репер је укупно продао више од 42 милиона нумера у матичној држави.
Маја 2024., објавио је сингл ,,Houdini" (срп. Худини) који је садржао референце из старијих песама, доказујући да је "Slim Shady и даље жив".

## Студијски албуми
| Назив                     | Информације | Позиција | Позиција | Позиција | Позиција | Позиција | Позиција | Позиција | Позиција | Позиција | Позиција | Број проданих примерака                                                         | Сертификат |
| Назив                     | Информације | САД      | АУС      | БЕЛ      | КАН      | ФРА      | НЕМ      | ЈАП      | НЗ       | ШВА      | УК       | Број проданих примерака                                                         | Сертификат |
| ------------------------- | --- | -------- | -------- | -------- | -------- | -------- | -------- | -------- | -------- | -------- | -------- | ------------------------------------------------------------------------------- | --- |
| Infinite                  | - Датум издавања: 21. новембар 1996. - Извачка кућа: Web Entertainment - Формат: Грамофонска плоча, аудио-касета                                                     | —        | —        | —        | —        | —        | —        | —        | —        | —        | —        | - САД: 1,000                                                                    | |
| The Slim Shady LP         | - Датум издавања: 23. фебруар 1999. - Издавачка кућа: Aftermath Entertainment, Interscope Records, Web Entertainment - Формат: ЦД, ЛП, касета и дигитално преузимање | 2        | 49       | 7[B]     | 9        | 52       | 51       | 39       | 23       | 25[B]    | 10       | - САД: 5,433,000 - УК: 976,141                                                  | - Америчко удружење дискографских кућа: 4× Платина - ARIA: Платина - BPI: 3× Платина - IFPI: Платина - IFPI ШВА: Златно - MC: 2× Платина - RMNZ: Платина                                                                                    |
| The Marshall Mathers LP   | - Датум издавања: 23. мај 2000. - Издавачка кућа: Shady Records, Aftermath, Interscope, Goliath Management - Формат: ЦД, ЛП, аудио касета, дигитално преузимање      | 1        | 1        | 1        | 1        | 2        | 3        | 52       | 1        | 2        | 1        | - Свет: 32,000,000 - САД: 11,000,000 - ФРА: 614,700 - УК: 2,450,000             | - Америчко удружење дискографских кућа: Дијамантски (10× Платина) - ARIA: 4× Платина - BPI: 8× Платина - BVMI: 2× Платина - IFPI: 6× Платина - IFPI ШВА: 4× Платина - MC: 8× Платина - RMNZ: 5× Платина - SNEP: 2× Платина                  |
| The Eminem Show           | - Датум издавања: 26. мај 2002. - Издвачка кућа: Shady, Aftermath, Interscope, Goliath - Формат: ЦД, ЛП, аудио касета, дигитално преузимање                          | 1        | 1        | 1        | 1        | 2        | 1        | 3        | 1        | 1        | 1        | - Сврт: 27,000,000 - САД: 10,600,000 - ФРА: 900,400 - УК: 1,600,000             | - Америчко удружење дискографских кућа: Дијамантски (10× Платина) - ARIA: Дијамантски - BEA: Платина - BPI: 7× Платина - BVMI: 2× Платина - IFPI: 5× Платина - IFPI ШВА: 3× Платина - MC: Дијамантски - RMNZ: 9× Платина - SNEP: 2× Платина |
| Encore                    | - Датуим издавања: 12. новембар 2004. - Издавачка кућа: Shady, Aftermath, Interscope, Goliath - Формат: ЦД, ЛП, аудио касета и дигитално преузимање                  | 1        | 1        | 2        | 1        | 1        | 1        | 3        | 1        | 1        | 1        | - Свет: 21,000,000 - САД: 5,343,000 - ФРА: 300,100 - UK: 1,185,985              | - Америчко удружење дискографских кућа: 4× Платина - ARIA: 6× Платина - BEA: Злато - BPI: 4× Платина - BVMI: Платина - IFPI: 2× Платина - IFPI ШВА: Платина - RIAJ: Платина - RMNZ: 5× Платина - SNEP: 2× Gлатно                            |
| Relapse                   | - Датум издавања: 15. мај 2009 - Издавачка кућа: Shady, Aftermath, Interscope, Goliath - Формат: ЦД, ЛП, дигитално преузимање                                        | 1        | 1        | 1        | 1        | 1        | 2        | 1        | 1        | 2        | 1        | - САД: 2,363,000 - ФРА: 69,450 - УК: 512,911                                    | - Америчко удружење дискографских кућа: 2× Платина - ARIA: Платина - BEA: Златно - BPI: Платина - BVMI: Златно - IFPI ШВА: Платина - RIAJ: Златно - RMNZ: Платина - SNEP: Златно                                                            |
| Recovery                  | - Датуим издавања: 18. јун 2010. - Издавачка кућа : Shady, Aftermath, Interscope, Goliath - Формат: ЦД, ЛП, дигитално преузимање                                     | 1        | 1        | 1        | 1        | 1        | 2        | 6        | 1        | 1        | 1        | - Свет: 10,000,000 - САД: 4,828,117 - КАН: 435,000 - ФРА: 110,000 - УК: 900,000 | - Америчко удружење дискографских кућа: 3× Платина - ARIA: 4× Платина - BEA: Златно - BPI: 3× Платина - BVMI: Платина - IFPI: Платина - IFPI ШВА: Платина - MC: Платина - RIAJ: Златно - RMNZ: Платина - SNEP: Платина                      |
| The Marshall Mathers LP 2 | - Датум издавања: 5. новембар 2013. - Издавачка кућа: Shady, Aftermath, Interscope, Goliath - Формат: ЦД, ЛП, дигитално преузимање                                   | 1        | 1        | 1        | 1        | 2        | 1        | 10       | 1        | 1        | 1        | - Свет: 10,000,000 - САД: 4,000,000 - КАН: 365,000 - ФР: 160,000 - УК: 600,000  | - Америчко удружење дискографских кућа: 4×Платина - ARIA: 2× Платина - BEA: Златно - BPI: 2× Платина - BVMI: Платина - IFPI ШВА: Платина - MC: 4× Платина - RMNZ: Платина - SNEP: Платина                                                   |
| Revival                   | - Датум издавања: 15. децембар 2017. - Издавачка кућа: Shady, Aftermath, Interscope, Goliath - Формат: ЦД, ЛП, дигитално издање                                      | 1        | 1        | 6        | 1        | 13       | 2        | 14       | 3        | 1        | 1        | - Свет: 1,100,000 - САД: 197,000 - УК: 233,000                                  | - Америчко удружење дискографских кућа: Златно - BPI: Платина - BVMI: Златно - MC: Платина - RMNZ: Златно - SNEP: Златно |
| Kamikaze                  | - Датум издавања: 31. август 2018. - Издавачка кућа: Shady, Aftermath, Interscope, Goliath - Формат: ЦД, ЛП, аудио касета и дигитално преузимање                     | 1        | 1        | 1        | 1        | 6        | 2        | 32       | 1        | 1        | 1        | - САД: 1,000,000 - УК: 139,000                                                  | - BPI: Златно - RMNZ: Златно |
| Music to Be Murdered By   | - Датум издавања: 17. јануар 2020. - Издавачка кућа: Shady, Aftermath, Interscope - Формат: ЦД, ЛП, стримовање и дигитално преузимање                                | 1        | 1        | 1        | 1        | 4        | 2        | 42       | 1        | 1        | 1        | - САД: 226,000 - ФРА: 6,191                                                     | - RIAA: Златно - BPI: Златно - MC: Платина - RMNZ: Златно |

## Компилацијски албуми
| Назив                                                   | Детаљи албума | Позиција | Позиција | Позиција | Позиција | Позиција | Позиција | Позиција | Позиција | Позиција | Позиција | Број проданих примерака                         | Сертификати |
| Назив                                                   | Детаљи албума | SAD      | AUS      | BEL (FL) | KAN      | FRA      | NEM      | ЈАП      | НЗ       | [ШВА     | УК       | Број проданих примерака                         | Сертификати |
| ------------------------------------------------------- | --- | -------- | -------- | -------- | -------- | -------- | -------- | -------- | -------- | -------- | -------- | ----------------------------------------------- | --- |
| 8 Mile: Music from and Inspired by the Motion Picture   | - Various artists soundtrack - Датум издавања: 29. октобар 2002. - Издавачка кућа: Interscope, Shady, Јуниверсал мјузик груп (493508) - Формат: ЦД, ЛП, касета, дигитално преузимање | 1        | 1        | 6        | 1        | 6        | 1        | —        | 1        | 3        | 1[C]     | - САД: 4,900,000 - УК: 682,224                  | - Америчко удружење дискографских кућа: 4× Платина - ARIA: 4× Платина - BPI: 2× Платина - IFPIШВА: Платина - MC: 5× Платина - RMNZ: 4× Платина - SNEP: Златно                           |
| Curtain Call: The Hits                                  | - Greatest hits album - Датум издавања: 6. децембар 2005. - Издавачка кућа: Aftermath, Interscope, Shady (5881) - Формат: ЦД, ЛП касета, дигитално преузимање                        | 1        | 1        | 10       | 1        | 141      | 7        | 3        | 1        | 5        | 1        | - САД: 7,000,000 - ФРА: 169,100 - УК: 2,100,000 | - Америчко удружење дискографских кућа: 7× РПлатина - ARIA: 6× Платина - BPI: 7× Платина - IFPI: 2× Платина - IFPI ШВА: Златно - RIAJ: 2× Платина - RMNZ: 5× Платина - SNEP: 2× GЗлатно |
| Eminem Presents: The Re-Up                              | - Various artists album - Датум изласка: 4. децембар 2006. - Издавачка кућа: Interscope, Shady (8502) - Формат: ЦД, ЛП, касета, дигитално преузимање                                 | 2        | 17       | 44       | 2        | 41       | 15       | —        | 1        | 9        | 3[C]     | - САД: 1,051,000                                | - Америчко удружење дискографских кућа: Платина - ARIA: Златно - IFPI ШВА: Златно - RMNZ: 2× Платина                                                                                    |
| Shady XV                                                | - Два диска (на једном највећих хитови) - Датум изласка: 24. новембар 2014. - Издавачка кућа: Shady, Interscope - Формат: ЦД, ЛП, дигитално преузимање                               | 3        | —        | 26       | 1        | 32       | 8        | —        | —        | 7        | 5[C]     | - САД: 290,000                                  | - Америчко удружење дискографских кућа: Златно |
| Southpaw: Music from and Inspired by the Motion Picture | - Датум изласка: 24. јул 2015. - Издавачка кућа: Shady Records, Interscope Records - Формат: ЦД, ЛП, дигитално преузимање                                                            | 5        | 13       | 146      | 2        | 108      | 61       | —        | 20       | 43       | —        |                                                 | |

## ЕПови
| Назив         | Детаљи                                                                                            |
| ------------- | ------------------------------------------------------------------------------------------------- |
| Slim Shady EP | - Датум изласка: 6. децембар 1997. - Издавачка кућа: Web Entertainment - Формат: ЦД, аудио касета |

## Бокс сетови
| Назив         | Детаљи |
| ------------- | --- |
| The Singles   | - Датум издавања: 16. март 2004. - Издавачка кућа: Shady/Aftermath - Формат: ЦД                                                                              |
| The Vinyl LPs | - Датум издавања: 23. март 2015. (Europe) - March 24. 2015 (United States) - Издавачка кућа: Aftermath (United States) Universal Music (Europe) - Формат: ЛП |

## Синглови

### Као главни извођач
| Назив                                                                                  | Година | Позиција | Позиција | Позиција | Позиција | Позиција | Позиција | Позиција | Позиција | Позиција | Позиција | Сертификат | Албум                                                 |
| Назив                                                                                  | Година | САД      | АУС      | БЕЛ      | КАН      | НЕМ      | ИР       | НЗ       | ШВЕ      | ШВА]     | УК       | Сертификат | Албум                                                 |
| -------------------------------------------------------------------------------------- | ------ | -------- | -------- | -------- | -------- | -------- | -------- | -------- | -------- | -------- | -------- | --- | ----------------------------------------------------- |
| "Just Don't Give a Fuck"                                                               | 1998   | —        | —        | —        | —        | —        | —        | —        | —        | —        | —        | | The Slim Shady LP                                     |
| "My Name Is"                                                                           | 1999   | 36       | 13       | 33       | 38       | 37       | 4        | 4        | 16       | 29       | 2        | - Америчко удружење дискографских кућа: 2× Платина - BPI: Платина | The Slim Shady LP                                     |
| "Role Model"                                                                           | 1999   | —        | —        | —        | —        | —        | —        | —        | —        | —        | —        | | The Slim Shady LP                                     |
| "Guilty Conscience" (заједно са Др Дреом)                                              | 1999   | —        | —        | 67       | —        | 40       | 12       | —        | 25       | —        | 5        | - Америчко удружење дискографских кућа: Златно - BPI: Сребрно | The Slim Shady LP                                     |
| "The Real Slim Shady"                                                                  | 2000   | 4        | 11       | 2        | 6        | 7        | 1        | 15       | 3        | 2        | 1        | - Америчко удружење дискографских кућа: 4× Платина - BPI: Платина - BVMI: Злтноа - IFPI ШВЕ: Платина - IFPI ШВА: Златно - MC: 2× Платина                                                                                                  | The Marshall Mathers LP                               |
| "The Way I Am"                                                                         | 2000   | 58       | 34       | 9        | —        | 19       | 4        | —        | 6        | 19       | 8        | - Америчко удружење дискографских кућа: Платина - BPI: Сребрно - IFPI ШВЕ: Златно | The Marshall Mathers LP                               |
| "Stan" (са репером Дидом)                                                              | 2000   | 51       | 1        | 2        | —        | 1        | 1        | 14       | 3        | 1        | 1        | - Америчко удружење дискографских кућа: 2× Платина - Аустралијско удружење дискографских кућа: 2× Платина - BPI: 2× Платина - BVMI: Платина - IFPI ШВА: Златно                                                                            | The Marshall Mathers LP                               |
| "I'm Back"                                                                             | 2001   | —        | —        | 55       | —        | —        | —        | —        | —        | —        | —        | | The Marshall Mathers LP                               |
| "Hellbound" (са музичарима J-Black и Masta Ace)                                        | 2002   | —        | —        | 54       | —        | —        | —        | —        | —        | 85       | 183      | | Game Over                                             |
| "Without Me"                                                                           | 2002   | 2        | 1        | 1        | 4        | 1        | 1        | 1        | 1        | 1        | 1        | - Америчко удружење дискографских кућа: 4× Платина - Аустралијско удружење дискографских кућа: 3× Платина - BPI: Платина - BVMI: Платина - IFPI ШВЕ: Платина - IFPI ШВА: Платина - RMNZ: 4× Платина                                       | The Eminem Show                                       |
| "Cleanin' Out My Closet"                                                               | 2002   | 4        | 3        | 6        | —        | 4        | 3        | 5        | 3        | 5        | 4        | - Америчко удружење дискографских кућа: 2× Платина - Аустралијско удружење дискографских кућа: Платина - BEA: Златно - BPI: Сребрно - RMNZ: Златно - IFPI ШВЕ: Златно                                                                     | The Eminem Show                                       |
| "Lose Yourself"                                                                        | 2002   | 1        | 1        | 1        | 9        | 2        | 1        | 1        | 1        | 1        | 1        | - Америчко удружење дискографских кућа: Дијамантски - Аустралијско удружење дискографских кућа: 7× Платина - BEA: Платина - BPI: 3× Платина - BVMI: 3× Златно - IFPI ШВЕ: Платина - IFPI ШВА: Платина - MC: 6× Платина - RMNZ: 2× Платина | 8 Mile: Music from and Inspired by the Motion Picture |
| "Superman" (са музичарком Дајном Реј)                                                  | 2003   | 15       | —        | —        | —        | —        | —        | 42       | —        | —        | —        | - Америчко удружење дискографских кућа: Платина - BPI: Сребрно | The Eminem Show                                       |
| "Sing for the Moment"                                                                  | 2003   | 14       | 5        | 6        | 2        | 5        | 3        | 5        | 11       | 8        | 6        | - Америчко удружење дискографских кућа: Платина - Аустралијско удружење дискографских кућа: Платина - BPI: Сребрно | The Eminem Show                                       |
| "Business"                                                                             | 2003   | —        | 4        | 28       | —        | 15       | 7        | 14       | —        | —        | 6        | - ARIA: Златно | The Eminem Show                                       |
| "One Day at a Time" (Тупак Шакур и Аутлоз)                                             | 2004   | 80       | —        | —        | —        | —        | —        | —        | —        | —        | —        | | Tupac: Resurrection                                   |
| "Just Lose It"                                                                         | 2004   | 6        | 1        | 6        | —        | 2        | 2        | 1        | 12       | 1        | 1        | - Америчко удружење дискографских кућа: 2× Платина - Аустралијско удружење дискографских кућа: Платина - BPI: Сребрно - RMNZ: Платина | Encore                                                |
| "Encore" (са Др Дреом и Фифти Сентом)                                                  | 2004   | 25       | —        | —        | —        | —        | —        | —        | —        | —        | 116      | | Encore                                                |
| "Like Toy Soldiers"                                                                    | 2005   | 34       | 4        | 11       | —        | 8        | 3        | 2        | 14       | 3        | 1        | - Америчко удружење дискографских кућа: 3× Платина - Аустралијско удружење дискографских кућа: Златно - BPI: Златно | Encore                                                |
| "Mockingbird"                                                                          | 2005   | 11       | 9        | 30       | —        | 15       | 7        | 8        | —        | 14       | 4        | - Америчко удружење дискографских кућа: 4× Платина - Аустралијско удружење дискографских кућа: Златно - BPI: Платина - BVMI: Златно | Encore                                                |
| "Ass Like That"                                                                        | 2005   | 60       | 10       | 20       | —        | 31       | 4        | 9        | —        | 25       | 4        | - Америчко удружење дискографских кућа: Платина - Аустралијско удружење дискографских кућа: Златно - BPI: Сребрно | Encore                                                |
| "When I'm Gone"                                                                        | 2005   | 8        | 1        | 8        | —        | 6        | 5        | 2        | 5        | 7        | 4        | - Америчко удружење дискографских кућа: 4× Платина - Аустралијско удружење дискографских кућа: Златно - BPI: Златно - BVMI: Златно - RMNZ: Златно                                                                                         | Curtain Call: The Hits                                |
| "Shake That" (у дуету са Нејт Догом)                                                   | 2006   | 6        | —        | 52       | —        | —        | 64       | —        | 59       | —        | 90       | - Америчко удружење дискографских кућа: 3× Платина - IFPI ШВЕ: Златно | Curtain Call: The Hits                                |
| "You Don't Know" (на траци са Фифти Сентом Лојд Бенксом и Кешис)                       | 2006   | 12       | —        | 57       | —        | —        | 5        | —        | —        | —        | 32       | - Америчко удружење дискографских кућа: Платина< | Eminem Presents: The Re-Up                            |
| "Jimmy Crack Corn" (with 50 Cent)                                                      | 2006   | —        | —        | —        | —        | —        | —        | —        | —        | —        | —        | | Eminem Presents: The Re-Up                            |
| "Crack a Bottle" (заједно са Др Дреом и Фифти Сентом)                                  | 2009   | 1        | 18       | 39       | 1        | —        | 6        | 6        | 9        | 4        | 4        | - Америчко удружење дискографских кућа: 2× Платина - Аустралијско удружење дискографских кућа: Платина - BPI: Сребрно | Relapse                                               |
| "We Made You"                                                                          | 2009   | 9        | 1        | 12       | 6        | 9        | 1        | 1        | 11       | 4        | 4        | - Америчко удружење дискографских кућа: Платина - Аустралијско удружење дискографских кућа: 2× Платина - BPI: Златно - RMNZ: Златно | Relapse                                               |
| "3 a.m."                                                                               | 2009   | 32       | 38       | —        | 24       | —        | —        | —        | —        | —        | 56       | - Америчко удружење дискографских кућа: Златно | Relapse                                               |
| "Old Time's Sake" (Др. Дре)                                                            | 2009   | 25       | 76       | —        | 14       | —        | 49       | —        | —        | —        | 61       | | Relapse                                               |
| "Beautiful"                                                                            | 2009   | 17       | 33       | 66       | 8        | 39       | 22       | 4        | 47       | 8        | 12       | - Америчко удружење дискографских кућа: 3× Платина - BPI: Сребрно - RMNZ: Златно | Relapse                                               |
| "Hell Breaks Loose" (заједно са Др. Дреом)                                             | 2009   | 29       | —        | —        | 21       | —        | —        | —        | —        | —        | —        | | Relapse: Refill                                       |
| "Elevator"                                                                             | 2009   | 67       | —        | —        | 59       | —        | —        | —        | —        | —        | —        | | Relapse: Refill                                       |
| "Not Afraid"                                                                           | 2010   | 1        | 4        | 13       | 1        | 9        | 3        | 8        | 5        | 2        | 5        | - Америчко удружење дискографских кућа: Дијамантски - Аустралијско удружење дискографских кућа: 5× Платина - BPI: Платина - BVMI: Платина - IFPI ШВА: Платина - RMNZ: Платина                                                             | Recovery                                              |
| "Love the Way You Lie" (заједно са Ријаном)                                            | 2010   | 1        | 1        | 1        | 1        | 1        | 1        | 1        | 1        | 1        | 2        | - Америчко удружење дискографских кућа: Дијамантски (12× Платина) - Аустралијско удружење дискографских кућа: Дијамантски - BEA: Златно - BPI: 2× Платина - BVMI: 2× Платина - IFPI SWI: 3× Платина - RMNZ: 2× Платина                    | Recovery                                              |
| "No Love" (заједно са Лил Вејном)                                                      | 2010   | 23       | 21       | 54       | 24       | 17       | 33       | 22       | —        | 39       | 33       | - Америчко удружење дискографских кућа: 4× Платина - Аустралијско удружење дискографских кућа: Платина - BPI: Сребрно | Recovery                                              |
| "Space Bound"                                                                          | 2011   | —        | 51       | 67       | —        | —        | 31       | —        | —        | —        | 34       | - Америчко удружење дискографских кућа: 2× Платина - BPI: Сребрно | Recovery                                              |
| "Berzerk"                                                                              | 2013   | 3        | 5        | 42       | 2        | 10       | 16       | 12       | 56       | 9        | 2        | - Америчко удружење дискографских кућа: 3× Платина - Аустралијско удружење дискографских кућа: 2× Платина - BPI: Сребрно - BVMI: Златно - MC: 2× Платина                                                                                  | The Marshall Mathers LP 2                             |
| "Survival"                                                                             | 2013   | 16       | 18       | 44       | 6        | 20       | 22       | 13       | 26       | 13       | 22       | - Америчко удружење дискографских кућа: Платина - BPI: Сребрно - BVMI: Златно | The Marshall Mathers LP 2                             |
| "Rap God"                                                                              | 2013   | 7        | 15       | 115      | 5        | 33       | 16       | 4        | 46       | 31       | 5        | - Америчко удружење дискографских кућа: 4× Платина - Аустралијско удружење дискографских кућа: Платина - BPI: Платина - BVMI: Златно - MC: Платина                                                                                        | The Marshall Mathers LP 2                             |
| "The Monster" (заједно са Ријаном)                                                     | 2013   | 1        | 1        | 2        | 1        | 3        | 1        | 1        | 1        | 1        | 1        | - Америчко удружење дискографских кућа: 6× Платина - Аустралијско удружење дискографских кућа: 5× Платина - BEA: Златно - BPI: Платина - BVMI: 3× Златно - IFPI ШВА: Платина - IFPI ШВЕ: 3× Платина - MC: 2× Платина - RMNZ: 2× Платина   | The Marshall Mathers LP 2                             |
| "Headlights" (са Нејт Рујесом)                                                         | 2014   | 45       | 21       | 99       | 54       | —        | 60       | —        | —        | —        | 63       | - Америчко удружење дискографских кућа: Платина - Аустралијско удружење дискографских кућа: Платина | The Marshall Mathers LP 2                             |
| "Guts Over Fear" (Sia Fuler])                                                          | 2014   | 22       | 22       | 65       | 9        | 35       | 48       | 22       | 40       | 30       | 10       | - Америчко удружење дискографских кућа: Златно | Shady XV                                              |
| "Detroit vs. Everybody" (Royce da 5'9", Big Sean, Danny Brown, DeJ Loaf и Trick-Trick) | 2014   | —        | 86       | —        | 87       | —        | —        | —        | —        | —        | —        | | Shady XV                                              |
| "Phenomenal"                                                                           | 2015   | 47       | 81       | —        | 61       | —        | —        | —        | —        | —        | 57       | - Америчко удружење дискографских кућа: GЗлатно | Southpaw                                              |
| "Kings Never Die" (са Гвен Стефани)                                                    | 2015   | 80       | 62       | —        | 51       | —        | —        | —        | —        | —        | 82       | - Америчко удружење дискографских кућа: Златно | Southpaw                                              |
| "Walk on Water" (са Бијонсе)                                                           | 2017   | 14       | 10       | 32       | 22       | 16       | 8        | 18       | 7        | 5        | 7        | - BPI: Сребрно - IFPI ШВЕ: Златно - MC: Платина | Revival                                               |
| "River" (са Ед Шираном)                                                                | 2017   | 11       | 2        | 3        | 3        | 2        | 2        | 3        | 1        | 2        | 1        | - ARIA: 3× Платина - BEA: Платина - BPI: Платина - BVMI: Златно - IFPI ШВЕ: 2× Платина - MC: Платина - RMNZ: Платина | Revival                                               |
| "Nowhere Fast" (Kehlani)                                                               | 2018   | —        | 76       | —        | 81       | 98       | 59       | —        | 96       | —        | —        | | Revival                                               |
| "Remind Me"                                                                            | 2018   | —        | 83       | —        | 72       | 51       | 40       | —        | 67       | 24       | —        | | Revival                                               |
| "Fall"                                                                                 | 2018   | 12       | 22       | —        | 4        | 37       | 15       | 9        | 23       | 7        | 8        | - MC: Златно | Kamikaze                                              |
| "Killshot"                                                                             | 2018   | 3        | 11       | —        | 1        | 81       | 17       | 6        | 23       | 30       | 13       | | Није ни на једном албуму                              |
| "Venom"                                                                                | 2018   | 43       | 25       | —        | 15       | 77       | 24       | 32       | 64       | 47       | 16       | | Kamikaze и 'Venom                                     |

### Дуети
| Назив                                                      | Година | Позиција | Позиција | Позиција | Позиција | Позиција | Позиција | Позиција | Позиција | Позиција | Позиција | Сертификат | Албум                                       |
| Назив                                                      | Година | САД      | АУС      | [БЕЛ     | КАН      | НЕМ      | ИР       | НЗ       | ШВЕ      | ШВА      | УК       | Сертификат | Албум                                       |
| ---------------------------------------------------------- | ------ | -------- | -------- | -------- | -------- | -------- | -------- | -------- | -------- | -------- | -------- | --- | ------------------------------------------- |
| "Dead Wrong" (Biggie Smalls и Еминем)                      | 1999   | —        | —        | —        | —        | —        | —        | —        | —        | —        | —        | | Born Again                                  |
| "Forgot About Dre" (Др. Дре и Еминем)                      | 2000   | 25       | —        | —        | —        | 41       | 20       | 26       | 29       | 37       | 7        | - BPI: Златно | 2001                                        |
| "Rock City" (Royce da 5'9" и Еминем)                       | 2002   | —        | —        | 45       | —        | 30       | —        | —        | —        | 37       | —        | | Rock City                                   |
| "Welcome 2 Detroit" (Trick-Trick и Еминем)                 | 2005   | 100      | —        | —        | —        | 20       | —        | —        | —        | —        | —        | | The People vs.                              |
| "Smack That" (Ејкон и Еминем)                              | 2006   | 2        | 2        | 3        | —        | 5        | 1        | 1        | 3        | 3        | 1        | - Америчко удружење дискографских кућа: 3× Платина - Аустралијско удружење дискографских кућа: Платина - BEA: Златно - BPI: Платина - BVMI: Златно - IFPI ШВЕ: Платина - RMNZ: Платина | Konvicted                                   |
| "Forever" (Дрејк, Кање Вест, Лил Вејн и Еминем)            | 2009   | 8        | 99       | —        | 26       | —        | 41       | —        | —        | 68       | 42       | - Америчко удружење дискографских кућа: 6× Платина - BPI: Сребрно | More Than a Game                            |
| "Drop the World" (Лил Вејн и Еминем)                       | 2009   | 18       | 56       | —        | 24       | —        | 43       | —        | —        | —        | 51       | - Америчко удружење дискографских кућа: 4× Платина - BPI: Сребрно | Rebirth                                     |
| "Airplanes, Part ll" (B.o.B, Хејли Вилијамс и Еминем)      | 2010   | —        | —        | —        | —        | —        | —        | —        | —        | —        | —        | | B.o.B Presents: The Adventures of Bobby Ray |
| "That's All She Wrote" (T.I. и Еминем)                     | 2010   | 18       | —        | —        | 46       | —        | —        | —        | —        | —        | 158      | | No Mercy                                    |
| "I Need a Doctor" (Др. Дре, Еминем и Скилар Греј)          | 2011   | 4        | 12       | 47       | 8        | 25       | 14       | 23       | 56       | 33       | 8        | - Америчко удружење дискографских кућа: 2× Платина - Аустралијско удружење дискографских кућа: 2× Платина - BPI: Златно                                                                | Detox Unreleased                            |
| "Writer's Block" (Royce da 5'9" и Еминем)                  | 2011   | —        | —        | —        | —        | —        | —        | —        | —        | —        | 199      | | Success Is Certain                          |
| "Throw That" (Slaughterhouse и Еминем)                     | 2012   | 98       | —        | —        | 69       | —        | —        | —        | —        | —        | —        | | Welcome to: Our House                       |
| "My Life" (Фифти Сент, Еминем и Адам Левин)                | 2012   | 27       | 28       | 52       | 14       | 52       | 6        | 34       | —        | 68       | 2        | - Аустралијско удружење дискографских кућа: Платина - BPI: Сребрно | Није ни на једном албуму                    |
| "C'mon Let Me Ride" (Скилар Греј и Еминем)                 | 2012   | —        | —        | 97       | 84       | —        | —        | 22       | —        | —        | —        | | Don't Look Down                             |
| "Calm Down" (Баста Рајмс и Еминем)                         | 2014   | 94       | —        | —        | 65       | —        | —        | —        | —        | —        | 63       | | E.L.E.2 (Extinction Level Event 2)          |
| "Twerk Dat Pop That" (Trick Trick, Еминем и Royce da 5'9") | 2014   | —        | —        | —        | —        | —        | —        | —        | —        | —        | —        | | Није ни на једном албуму                    |
| "Best Friend" (Yelawolf и Еминем)                          | 2015   | —        | —        | 118      | 51       | —        | —        | —        | —        | —        | —        | | Love Story                                  |
| "Caterpillar" (Royce da 5'9", Еминем и King Green)         | 2018   | —        | —        | —        | —        | —        | —        | —        | —        | —        | —        | | Book of Ryan                                |
| "Majesty" (Ники Минаж, Labrinth и Еминем)                  | 2018   | 58       | 60       | —        | 44       | —        | —        | —        | —        | —        | 41       | | Queen                                       |

### Промотивни синглови
| Назив                                                    | Година | Албум                    |
| -------------------------------------------------------- | ------ | ------------------------ |
| "\|The Hills" (Еминем ремикс) (са певачем The Weekndom)  | 2015   | The Hills — The Remixes  |
| "Infinite" (F.B.T ремикс)                                | 2016   | Infinite                 |
| "Campaign Speech"                                        | 2016   | Није ни на једном албуму |
| "Chloraseptic (ремикс)" (у дуету са 2 Chainz и Phresher) | 2018   | Није ни на једном албуму |
| "Untouchable"                                            | 2018   | Revival                  |

### Остале песме
| Назив                                                            | Година | Позиција | Позиција | Позиција | Позиција | Позиција | Позиција | Позиција | Позиција | Сертификати                                                                          | Албум                                                |
| Назив                                                            | Година | САД      | АУС      | КАН      | ИР       | НЗ       | ШВЕ      | ШВА      | УК       | Сертификати                                                                          | Албум                                                |
| ---------------------------------------------------------------- | ------ | -------- | -------- | -------- | -------- | -------- | -------- | -------- | -------- | ------------------------------------------------------------------------------------ | ---------------------------------------------------- |
| "Infinite"                                                       | 1996   | 97       | —        | —        | —        | —        | —        | —        | —        |                                                                                      | Infinite                                             |
| "What's the Difference" (Др. Дре, Еминем и Егзибит)              | 1999   | —        | —        | —        | —        | —        | —        | —        | —        |                                                                                      | 2001                                                 |
| "Kill You"                                                       | 2000   | —        | —        | —        | —        | —        | —        | —        | —        | - Америчко удружење дискографских кућа: Златно                                       | The Marshall Mathers LP                              |
| "Bitch Please II" (Др. Дре, Снуп Дог, Егзибит и Нејт Дог)        | 2000   | —        | —        | —        | —        | —        | —        | —        | —        |                                                                                      | The Marshall Mathers LP                              |
| "Drug Ballad" (са Дином Реј)                                     | 2001   | —        | —        | —        | —        | —        | —        | —        | —        |                                                                                      | The Marshall Mathers LP                              |
| "My Dad's Gone Crazy" (Hailie Jade)                              | 2002   | —        | —        | —        | —        | —        | —        | —        | —        | - Америчко удружење дискографских кућа: Златно                                       | The Eminem Show                                      |
| "Hailie's Song"                                                  | 2002   | —        | —        | —        | —        | —        | —        | —        | 112      | - Америчко удружење дискографских кућа: Златно                                       | The Eminem Show                                      |
| "Say What You Say" (са Др. Дреом)                                | 2002   | —        | —        | —        | —        | —        | —        | —        | —        |                                                                                      | The Eminem Show                                      |
| "'Till I Collapse" (са Нејт Догом)                               | 2002   | —        | —        | —        | —        | —        | —        | —        | 73       | - Америчко удружење дискографских кућа: 5× Платина - BPI: Платина - IFPI ДАН: Златно | The Eminem Show                                      |
| "White America"                                                  | 2002   | —        | —        | —        | —        | —        | —        | —        | —        | - Аустралијско удружење дискографских кућа: Златно                                   | The Eminem Show                                      |
| "My Name" (Егзибит, Еминем и Нејт Дог)                           | 2002   | —        | —        | —        | —        | —        | —        | —        | —        |                                                                                      | Man vs. Machine                                      |
| "8 Mile"                                                         | 2003   | —        | —        | —        | —        | —        | —        | —        | —        | - Америчко удружење дискографских кућа: Златно                                       | Music from and Inspired by the Motion Picture 8 Mile |
| "Patiently Waiting" ([Фифти Сент]] и Еминем)                     | 2003   | —        | —        | —        | —        | —        | —        | —        | —        |                                                                                      | Обогати се или умри покушавајући                     |
| "Hail Mary" (Фифти Сент и Баста Рајмс)                           | 2003   | —        | —        | —        | —        | —        | —        | —        | —        |                                                                                      | DJ Green Lantern                                     |
| "Mosh"                                                           | 2004   | —        | —        | —        | —        | —        | —        | —        | —        |                                                                                      | Encore                                               |
| "The Re-Up" (са Фифти Сентом)                                    | 2006   | —        | —        | —        | —        | —        | —        | —        | —        |                                                                                      | Eminem Presents: The Re-Up                           |
| "No Apologies"                                                   | 2006   | —        | —        | —        | —        | —        | —        | —        | —        |                                                                                      | Eminem Presents: The Re-Up                           |
| "Touchdown" (T.I. и Еминем)                                      | 2007   | —        | 68       | —        | —        | —        | —        | —        | —        |                                                                                      | T.I. vs. T.I.P.                                      |
| "Peep Show" (Фифти Сент и Еминем)                                | 2007   | —        | —        | —        | —        | —        | —        | —        | —        |                                                                                      | Curtis                                               |
| "Insane"                                                         | 2009   | 85       | —        | —        | —        | —        | —        | —        | 182      |                                                                                      | Relapse and Relapse: Refill                          |
| "Dr. West (skit)"                                                | 2009   | —        | —        | —        | —        | —        | —        | —        |          |                                                                                      | Relapse and Relapse: Refill                          |
| "My Mom"                                                         | 2009   | —        | —        | —        | —        | —        | —        | —        | 166      |                                                                                      | Relapse and Relapse: Refill                          |
| "Bagpipes from Baghdad"                                          | 2009   | —        | —        | —        | —        | —        | —        | —        | 187      |                                                                                      | Relapse and Relapse: Refill                          |
| "Music Box"                                                      | 2009   | 82       | —        | 63       | —        | —        | —        | —        | —        |                                                                                      | Relapse and Relapse: Refill                          |
| "Drop the Bomb on 'Em"                                           | 2009   | —        | —        | 83       | —        | —        | —        | —        | —        |                                                                                      | Relapse and Relapse: Refill                          |
| "Buffalo Bill"                                                   | 2009   | —        | —        | —        | —        | —        | —        | —        | —        |                                                                                      | Relapse and Relapse: Refill                          |
| "Taking My Ball"                                                 | 2009   | —        | —        | —        | —        | —        | —        | —        | —        |                                                                                      | Relapse and Relapse: Refill                          |
| "Careful What You Wish For"                                      | 2009   | —        | —        | —        | —        | —        | —        | —        | —        |                                                                                      | Relapse and Relapse: Refill                          |
| "The Warning"                                                    | 2009   | —        | —        | 23       | —        | —        | —        | —        | —        |                                                                                      | Није ни на једном албуму                             |
| "Won't Back Down" (са певачицом Пинк)                            | 2010   | 62       | 87       | 65       | —        | —        | —        | —        | 82       | - Америчко удружење дискографских кућа: Платина                                      | Recovery                                             |
| "Cold Wind Blows"                                                | 2010   | 71       | —        | —        | —        | —        | —        | —        | —        | - Америчко удружење дискографских кућа: Златно                                       | Recovery                                             |
| "Talkin' 2 Myself" (са репером Кобом)                            | 2010   | 88       | —        | 97       | —        | —        | —        | —        | 148      | - Америчко удружење дискографских кућа: Златно                                       | Recovery                                             |
| "25 to Life"                                                     | 2010   | 92       | —        | 90       | —        | —        | —        | —        | —        | - Америчко удружење дискографских кућа: Златно                                       | Recovery                                             |
| "Cinderella Man"                                                 | 2010   | —        | —        | —        | —        | —        | —        | —        | —        | - Америчко удружење дискографских кућа: Платина                                      | Recovery                                             |
| "Love the Way You Lie (део 2)" (Ријана и Еминем)                 | 2010   | —        | —        | 19       | —        | —        | —        | —        | 160      |                                                                                      | Loud                                                 |
| "Numb" (Ријана и Еминем)                                         | 2012   | —        | —        | 99       | —        | —        | —        | —        | 92       |                                                                                      | Unapologetic                                         |
| "Bad Guy"                                                        | 2013   | —        | —        | —        | —        | —        | —        | —        | 138      |                                                                                      | The Marshall Mathers LP 2                            |
| "Rhyme or Reason"                                                | 2013   | —        | —        | —        | —        | —        | —        | —        | —        |                                                                                      | The Marshall Mathers LP 2                            |
| "So Much Better"                                                 | 2013   | —        | —        | —        | —        | —        | —        | —        | —        |                                                                                      | The Marshall Mathers LP 2                            |
| "Legacy"                                                         | 2013   | —        | —        | —        | —        | —        | —        | —        | 199      |                                                                                      | The Marshall Mathers LP 2                            |
| "Asshole" (заједно са Скилар Греј)                               | 2013   | —        | —        | —        | —        | —        | —        | —        | —        |                                                                                      | The Marshall Mathers LP 2                            |
| "Brainless"                                                      | 2013   | —        | —        | —        | —        | —        | —        | —        | —        |                                                                                      | The Marshall Mathers LP 2                            |
| "Stronger Than I Was"                                            | 2013   | —        | —        | —        | —        | —        | —        | —        | 198      |                                                                                      | The Marshall Mathers LP 2                            |
| "So Far..."                                                      | 2013   | —        | —        | —        | —        | —        | —        | —        | —        |                                                                                      | The Marshall Mathers LP 2                            |
| "Love Game" (са Кендрик Ламаром)                                 | 2013   | —        | —        | —        | —        | —        | —        | —        | 94       |                                                                                      | The Marshall Mathers LP 2                            |
| "Desperation" (Jamie N Commons)                                  | 2013   | —        | —        | —        | —        | —        | —        | —        | 172      |                                                                                      | The Marshall Mathers LP 2                            |
| "Beautiful Pain" (Sia]])                                         | 2013   | 99       | —        | 59       | —        | 15       | —        | —        | 67       | - RMNZ: Златно                                                                       | The Marshall Mathers LP 2                            |
| "Wicked Ways" (X Ambassadors)                                    | 2013   | —        | —        | —        | —        | —        | —        | —        | 197      |                                                                                      | The Marshall Mathers LP 2                            |
| "Speedom (WWC2)" (Тех Најн, Еминем и Crizz Kaliko)               | 2015   | —        | —        | —        | —        | —        | —        | —        | —        |                                                                                      | Special Effects                                      |
| "Medicine Man" (Др. Дре, Еминем Candice Pillay и Anderson .Paak) | 2015   | —        | —        | —        | —        | —        | —        | —        | —        |                                                                                      | Compton                                              |
| "No Favors" (Биг Шон и Еминем)                                   | 2017   | 22       | 77       | 34       | —        | —        | —        | 55       | 56       | - Америчко удружење дискографских кућа: Златно                                       | I Decided.                                           |
| "Revenge" (Пинк и Еминем)                                        | 2017   | —        | 21       | 63       | 55       | 30       | 79       | 40       | 33       | - Аустралијско удружење дискографских кућа: Златно                                   | Beautiful Trauma                                     |
| "Believe"                                                        | 2017   | 92       | 73       | 48       | 38       | —        | 69       | —        | —        |                                                                                      | Revival                                              |
| "Like Home" (заједно са Алишом Киз)                              | 2017   | —        | 77       | 57       | 39       | —        | 62       | —        | 84       |                                                                                      | Revival                                              |
| "Bad Husband" (X Ambassadors)                                    | 2017   | —        | 94       | 68       | 44       | —        | 70       | —        | —        |                                                                                      | Revival                                              |
| "Tragic Endings" (са Скилар Греј)                                | 2017   | —        | 87       | 75       | 52       | —        | 92       | —        | —        |                                                                                      | Revival                                              |
| "Revival (Interlude)"                                            | 2017   | —        | —        | —        | 63       | —        | —        | —        |          |                                                                                      | Revival                                              |
| "In Your Head"                                                   | 2017   | —        | —        | 97       | 19       | —        | —        | —        | 19       |                                                                                      | Revival                                              |
| "Chloraseptic" (Phresher)                                        | 2017   | —        | —        | 89       | 64       | —        | —        | —        | —        |                                                                                      | Revival                                              |
| "Need Me" (са Пинк)                                              | 2017   | —        | 98       | 98       | —        | —        | —        | —        | —        |                                                                                      | Revival                                              |
| "Framed"                                                         | 2017   | —        | —        | —        | 80       | —        | —        | —        | —        |                                                                                      | Revival                                              |
| "Castle"                                                         | 2017   | —        | —        | —        | 76       | —        | —        | —        | —        |                                                                                      | Revival                                              |
| "Arose"                                                          | 2017   | —        | —        | —        | 82       | —        | —        | —        | —        |                                                                                      | Revival                                              |
| "Heat"                                                           | 2017   | —        | —        | —        | 84       | —        | —        | —        | —        |                                                                                      | Revival                                              |
| "Offended"                                                       | 2017   | —        | —        | —        | 91       | —        | —        | —        | —        |                                                                                      | Revival                                              |
| "The Ringer"                                                     | 2018   | 8        | 5        | 5        | 6        | 2        | 8        | 3        | 4        | - MC: Златно                                                                         | Kamikaze                                             |
| "Greatest"                                                       | 2018   | 23       | 15       | 16       | 11       | 12       | 28       | —        | —        |                                                                                      | Kamikaze                                             |
| "Lucky You" (са Џојнером Лукасом)                                | 2018   | 6        | 4        | 3        | 7        | 2        | 3        | 2        | 6        | - MC: Платина - RMNZ: Златно                                                         | Kamikaze                                             |
| "Normal"                                                         | 2018   | 39       | 33       | 27       | —        | —        | 53       | —        | —        |                                                                                      | Kamikaze                                             |
| "Em Calls Paul" (Skit)                                           | 2018   | —        | —        | —        | —        | —        | 88       | —        | —        |                                                                                      | Kamikaze                                             |
| "Stepping Stone"                                                 | 2018   | 42       | 34       | 30       | —        | —        | 52       | —        | —        |                                                                                      | Kamikaze                                             |
| "Not Alike" (Royce da 5'9")                                      | 2018   | 24       | 23       | 18       | —        | 20       | 25       | —        | —        |                                                                                      | Kamikaze                                             |
| "Kamikaze"                                                       | 2018   | 16       | 13       | 9        | —        | 27       | 43       | —        | —        |                                                                                      | Kamikaze                                             |
| "Nice Guy" (са Џеси Рејез)                                       | 2018   | 65       | 48       | 53       | —        | —        | 82       | —        | —        |                                                                                      | Kamikaze                                             |
| "Good Guy" (са Џеси Рејез)                                       | 2018   | 67       | 46       | 41       | —        | —        | 25       | —        | —        |                                                                                      | Kamikaze                                             |

## Гостовања на песммама
| Назив                                        | Година | Остали извођач(и)                                                                                    | Албум                                                       |
| -------------------------------------------- | ------ | --- | ----------------------------------------------------------- |
| "Take The Whole World with Me"               | 1997   | Outsidaz, Bizarre                                                                                    | Н/Д                                                         |
| "Hard Act To Follow"                         | 1998   | Outsidaz                                                                                             | Н/Д                                                         |
| "Trife Thieves"                              | 1998   | Bizarre, Fuzz Scoota                                                                                 | Attack of the Weirdos                                       |
| "When to Stand Up"                           | 1998   | DJ Jazzy Jeff                                                                                        | Н/Д                                                         |
| "Fuck Off"                                   | 1998   | Kid Rock                                                                                             | Devil Without a Cause                                       |
| "5-Star Generals"                            | 1998   | Shabaam Sahdeeq                                                                                      | Н/Д                                                         |
| "3hree6ix5ive"                               | 1998   | Skam                                                                                                 | Shyhalüde and Restaurant: ... It Ain't Always on the Menu   |
| "We Shine"                                   | 1998   | Da Ruckus                                                                                            | Da Ruckus, Episode 1                                        |
| "Green and Gold"                             | 1998   | The Anonymous                                                                                        | Green & Gold                                                |
| "Flawless Victory"                           | 1999   | Da Rabeez                                                                                            | Н/Д                                                         |
| "Macosa"                                     | 1999   | Outsidaz                                                                                             | Н/Д                                                         |
| "Hustlers & Hardcore"                        | 1999   | Domingo                                                                                              | Behind the Doors of the 13th Floor                          |
| "Any Man"                                    | 1999   | Rawkus Records                                                                                       | Soundbombing II                                             |
| "Watch Deez"                                 | 1999   | Thirstin Howl III, DJ Spinna                                                                         | Heavy Beats Volume 1, Skillosopher and Skilligan's Island   |
| "The Anthem"                                 | 1999   | Chino XL, Kool G Rap, KRS-One, Jayo Felony, Pharoahe Monch, RZA, Sway & King Tech, Тех Најн, Егзибит | This or That                                                |
| "Get You Mad"                                | 1999   | Sway & King Tech                                                                                     | This or That и The Slim Shady LP специјално издање          |
| "Bad Guys Always Die"                        | 1999   | Др. Дре                                                                                              | Wild Wild West                                              |
| "Busa Rhyme"                                 | 1999   | Миси Елиот                                                                                           | Da Real World                                               |
| "Turn Me Loose"                              | 1999   | Лимп Бизкит                                                                                          | Н/Д                                                         |
| "The Last Hit"                               | 1999   | The High & Mighty                                                                                    | Home Field Advantage                                        |
| "Stir Crazy"                                 | 1999   | The Madd Rapper                                                                                      | Tell 'Em Why U Madd                                         |
| "Bad Influence"                              | 1999   | Н/Д                                                                                                  | End of Days                                                 |
| "The Watcher"                                | 1999   | Др. Дре, Knoc-turn'al                                                                                | 2001                                                        |
| "Murder, Murder" (ремикс)                    | 1999   | Н/Д                                                                                                  | Next Friday                                                 |
| "If I Get Locked Up"                         | 1999   | Др. Дре                                                                                              | The Tunnel                                                  |
| "Rush Ya Clique"                             | 2000   | Outsidaz                                                                                             | Night Life                                                  |
| "Get Back"                                   | 2000   | Tony Touch, [Proof, Bizarre                                                                          | The Piece Maker                                             |
| "Off the Wall"                               | 2000   | Redman                                                                                               | Nutty Professor II: The Klumps                              |
| "Desperados"                                 | 2000   | DJ Butter, Bugz, Proof, Almighty Dreadnaughtz                                                        | Kill the DJ                                                 |
| "Words Are Weapons"                          | 2000   | Funkmaster Flex                                                                                      | The Mix Tape, Volume 4: 60 Minutes of Funk                  |
| "Don't Approach Me"                          | 2000   | Егзибит                                                                                              | Restless                                                    |
| "What the Beat"                              | 2000   | Method Man, Royce da 5'9", DJ Clue                                                                   | The Professional, Pt. 2                                     |
| "What If I Was White"                        | 2001   | Sticky Fingaz                                                                                        | Blacktrash: The Autobiography of Kirk Jones и Down to Earth |
| "Renegade"                                   | 2001   | Џеј-Зи                                                                                               | The Blueprint                                               |
| "Serious" (ремикс)                           | 2002   | Swifty McVay, Promatic                                                                               | One, Two single                                             |
| "Don't Push Me"                              | 2003   | Фифти Сент, Лојд Бенкс                                                                               | Обогати се или умри покушавајући                            |
| "Go to Sleep"                                | 2003   | Ди-Ем-Екс, Оbi Trice                                                                                 | Cradle 2 the Grave                                          |
| "Lady"                                       | 2003   | Obie Trice                                                                                           | Cheers                                                      |
| "Shit Hits the Fan"                          | 2003   | Obie Trice, Др. Дре                                                                                  | Cheers                                                      |
| "We All Die One Day"                         | 2003   | Obie Trice, Фифти Сент, Лајдон Бенкс и Tony Yayo                                                     | Cheers                                                      |
| "Hands on You"                               | 2003   | Obie Trice                                                                                           | Cheers                                                      |
| "Outro"                                      | 2003   | Obie Trice, D12                                                                                      | Cheers                                                      |
| "911"                                        | 2003   | Boo-Yaa T.R.I.B.E., B-Real                                                                           | West Koasta Nostra                                          |
| "Freestyle"                                  | 2003   | DJ Kay Slay                                                                                          | The Streetsweeper, Vol. 1                                   |
| "I'm Gone"                                   | 2004   | DJ Kay Slay, Obie Trice                                                                              | 'The Streetsweeper, Vol. 2: The Pain from the Game          |
| "Welcome to D-Block"                         | 2004   | The LOX                                                                                              | Kiss of Death                                               |
| "Warrior, Pt. 2"                             | 2004   | Лајдок Бенкс, Фифти Сент и Нејт Дог                                                                  | The Hunger for More                                         |
| "Soldier Like Me"                            | 2004   | Тупак Шакур                                                                                          | Loyal to the Game                                           |
| "Black Cotton"                               | 2004   | Тупак Шакур, Kastro, Young Noble                                                                     | Loyal to the Game                                           |
| "Pale Moonlight"                             | 2005   | Strike, Dina Rae                                                                                     | The Free World                                              |
| "We Ain't"                                   | 2005   | Гејм                                                                                                 | The Documentary                                             |
| "Gatman and Robbin' "                        | 2005   | 50 Cent                                                                                              | The Massacre                                                |
| "Oil Can Harry"                              | 2005   | Proof                                                                                                | Grown Man Shit                                              |
| "My Ballz"                                   | 2005   | D12                                                                                                  | The Longest Yard                                            |
| "Lean Back" (ремикс)                         | 2005   | Fat Joe, Lil Jon, Mase, Remy Ma                                                                      | All or Nothing                                              |
| "Hip Hop"                                    | 2005   | Bizarre                                                                                              | Hannicap Circus                                             |
| "Pimplikeness"                               | 2005   | Proof, D12                                                                                           | Searching for Jerry Garcia                                  |
| "Drama Setter"                               | 2005   | Obie Trice, Tony Yayo                                                                                | Thoughts of a Predicate Felon                               |
| "Off to Tijuana"                             | 2005   | Hush, Kuniva, Swifty McVay                                                                           | Bulletproof                                                 |
| "It Has Been Said"                           | 2005   | The Notorious B.I.G., Obie Trice, Diddy                                                              | Duets: The Final Chapter                                    |
| "No More to Say"                             | 2005   | Trick-Trick, Proof                                                                                   | The People vs.                                              |
| "I'll Hurt You"                              | 2006   | Баста Рајмс                                                                                          | Н/Д                                                         |
| "There They Go"                              | 2006   | Obie Trice, Big Herk                                                                                 | Second Round's on Me                                        |
| "Pistol Poppin                               | 2007   | Cashis                                                                                               | The County Hound EP                                         |
| "Chemical Warfare"                           | 2009   | The Alchemist                                                                                        | Chemical Warfare                                            |
| "Psycho"                                     | 2009   | Фифти Сент                                                                                           | Before I Self Destruct                                      |
| "We Just Came to Party"                      | 2009   | 40 Glocc, Sun, Village Boo, TipToe, Jayo Felony, Niqle Nut                                           | I Am Legend                                                 |
| "Topless"                                    | 2010   | Др. Дре, Nas                                                                                         | Н/Д                                                         |
| "Where I'm At"                               | 2010   | Лајод Бенке                                                                                          | H.F.M. 2 (The Hunger for More 2)                            |
| "Celebrity"                                  | 2010   | Лајод Бенке, Ејкон                                                                                   | H.F.M. 2 (The Hunger for More 2)                            |
| "Things Get Worse"                           | 2011   | B.o.B                                                                                                | E.P.I.C. (Every Play Is Crucial)                            |
| "Fame"                                       | 2011   | D12                                                                                                  | Return of the Dozen Vol. 2                                  |
| "Throw It Up"                                | 2011   | Yelawolf, Gangsta Boo                                                                                | Radioactive                                                 |
| "Die Hard"                                   | 2011   | Др. Дре                                                                                              | Detox Unreleased                                            |
| "Talk to Me"                                 | 2011   | Young Jeezy, Freddie Gibbs                                                                           | Н/Д                                                         |
| "Richard"                                    | 2012   | Obie Trice                                                                                           | Bottoms Up                                                  |
| "Our House"                                  | 2012   | Slaughterhouse, Скилар Греј                                                                          | Welcome to: Our House                                       |
| "Asylum"                                     | 2012   | Slaughterhouse                                                                                       | Welcome to: Our House                                       |
| "Here Comes the Weekend"                     | 2012   | Пинк                                                                                                 | The Truth About Love                                        |
| "Murder One"                                 | 2012   | Фифти Сент                                                                                           | The Lost Tape                                               |
| "Symphony in H"                              | 2013   | Tony Touch                                                                                           | The Piece Maker 3: Return of the 50 MC's                    |
| "Twerk Dat Pop That"                         | 2014   | Trick Trick, Royce da 5'9"                                                                           | Н/Д                                                         |
| "Champions"                                  | 2014   | Фифти Сент                                                                                           | Н/Д                                                         |
| "Intro"                                      | 2015   | Н/Д                                                                                                  | The Devil's Night Mixtape                                   |
| "Kill for You"                               | 2016   | Скајлар Греј                                                                                         | Natural Causes                                              |
| "Brain Surgery"                              | 2016   | Bizarre                                                                                              | DJ Smokey Gray Presents Compilation Album Volume 4          |
| "Welcome to Planet X (We're Coming for You)" | 2016   | Crooked I                                                                                            | Good vs. Evil                                               |
| "Majesty"                                    | 2018   | Ники Минаж, Labrinth                                                                                 | Queen                                                       |